# Tianjin Open 2015
Il Tianjin Open 2015 è stato un torneo di tennis giocato sul cemento. È stata la 2ª edizione del torneo, che fa parte della categoria WTA International nell'ambito del WTA Tour 2015. Si è giocato a Tientsin in Cina dal 12 al 18 ottobre 2015.

## Partecipanti

### Teste di serie
| Nazionalità | Giocatore           | Ranking* | Testa di serie |
| ----------- | ------------------- | -------- | -------------- |
| Italia      | Flavia Pennetta     | 7        | 1              |
| Polonia     | Agnieszka Radwańska | 8        | 2              |
| Rep. Ceca   | Karolína Plíšková   | 9        | 3              |
| Ucraina     | Elina Svitolina     | 18       | 4              |
| Francia     | Kristina Mladenovic | 28       | 5              |
| Brasile     | Teliana Pereira     | 52       | 6              |
| Stati Uniti | Alison Riske        | 60       | 7              |
| Cina        | Zheng Saisai        | 65       | 8              |

- 1 Ranking al 5 ottobre 2015

### Altre partecipanti
Giocatrici che hanno ricevuto una wild card:
- Duan Yingying
- Flavia Pennetta
- Zhang Yuxuan

Giocatrici passate dalle qualificazioni:

- Ljudmyla Kičenok
- Nadežda Kičenok
- Ol'ga Savčuk
- Nicole Vaidišová

## Campionesse

### Singolare
Agnieszka Radwańska ha sconfitto  Danka Kovinić per 6-1, 6-2.
- È il sedicesimo titolo in carriera per la Radwańska, secondo della stagione.

### Doppio
Xu Yifan /  Zheng Saisai hanno sconfitto in finale  Darija Jurak /  Nicole Melichar per 6-2, 3-6, [10-8].